# Melanthium parviflorum
Melanthium parviflorum là một loài thực vật có hoa trong họ Melanthiaceae. Loài này được (Michx.) S.Watson miêu tả khoa học đầu tiên năm 1879.